# Juan Báez de Alpoin
Juan Báez de Alpoin o Juan Báez de Alpoin y Romero y nacido como  Juan Báez de Alpoin Cabral de Melo y Romero de Santa Cruz (Buenos Aires, gobernación del Río de la Plata, 27 de marzo de 1643 - ib., 15 de enero de 1719) era un hidalgo y militar español de origen hispano-portugués que llegaría al rango de capitán, luego fue nombrado alférez real y en el año 1667 fue elegido alcalde de segundo voto de Buenos Aires.

## Biografía

### Origen familiar y primeros años
Juan Báez de Alpoin había nacido el 27 de marzo de 1643 en la ciudad de Buenos Aires, capital de la gobernación del Río de la Plata, la cual como una entidad autónoma formaba parte del entonces Virreinato del Perú, siendo sus padres el fidalgo luso-brasileño Amador Báez de Alpoin y su esposa hispano-argentina Ana Romero de Santa Cruz y fue bautizado el 28 de julio del año y ciudad de nacimiento.
Era nieto paterno de los portugueses Amador Vaz de Alpoim y de su esposa Margarita Cabral de Melo, quienes con sus entonces cuatro hijos mayores se habían trasladado al Brasil a principios de 1596 desde la isla de Santa María de las Azores, las cuales formaban parte de Portugal bajo la Casa de Austria, y al ser de noble linaje poseían blasones familiares, por lo que eran fidalgos portugueses.
Su tía abuela paterna Inés Nunes Cabral de Melo se casó en Buenos Aires en 1587 con el portugués Gil González de Moura y con quien tuvo seis hijos: Catalina, Salvador de Melo Cabral (n. Río de Janeiro, 1587), María, Elena de Melo, Francisco y Juan de Melo Cabral y Moura.
También era nieto materno del capitán hispano-extremeño Francisco García Romero, teniente de gobernador de Concepción del Bermejo desde 1592 hasta 1603 y alcalde de Buenos Aires en 1619, y de su esposa hispano-paraguaya Mariana González de Santa Cruz Villaverde y por tanto el tío abuelo materno era el santo mártir jesuita Roque González de Santa Cruz.
Era bisnieto materno del escribano hispano-leonense Bartolomé González de Villaverde que fuera un conquistador paraguayo, y de su cónyuge María de Santa Cruz.
Juan tenía tres hermanos mayores, la primogénita era Jacinta Báez de Alpoin que se unió dos veces en matrimonio, en primeras nupcias con Juan Barragán de Cervantes y en segundas nupcias con Domingo de Peredo, la segundogénita era María Báez de Alpoin que también se unió dos veces en matrimonio, en primeras nupcias con Francisco Martín y Saravia y en segundas con Juan de Mudarra, y el tercer hermano que falleció siendo niño era José Báez de Alpoin.

### Alcalde de segundo voto de Buenos Aires
Juan Báez de Alpoin hizo la carrera militar en la cual llegaría al rango de capitán, luego como funcionario del Cabildo porteño fue elegido alférez real y alcalde de segundo voto de Buenos Aires en el año 1667. Hacia 1670 se unió en matrimonio con Ana Hurtado de Mendoza y Holguín, y una vez viudo, se unió en segundas nupcias en el año 1676 con Sabina de Labayén y Tapia de Vargas.
En octubre de 1681 compró por 3.200 pesos fuertes unas 400 varas de tierras en Monte Grande al futuro consuegro hispano-navarro Gabriel de Aldunate y Rada (n. Barásoain, ca. 1648), cabildante de Buenos Aires y padre de Bartolomé de Aldunate que se casaría con Ana Báez de Alpoin y Lavayén.
El 4 de julio de 1685 fue testigo del matrimonio en la ciudad de Buenos Aires de su sobrina política Isabel de Herrera y Tapia —una de los doce hijos del matrimonio entre Felipe de Herrera y Guzmán Ramírez de Velasco y su cónyuge Isabel de Tapia Rangel— junto a la esposa Sabina de Labayén y Tapia y los capitanes Francisco de León y Juan Fernández.
Junto a su esposa Sabina Lavayén fueron padrinos de bautizo el 26 de julio de 1712 de su nieta Micaela Aldunate y Báez de Alpoin de nueve meses de edad.

### Fallecimiento
Finalmente el hidalgo Juan Báez de Alpoin fallecería el 15 de enero de 1719 en la ciudad de Buenos Aires, capital de la tenencia de gobierno homónima y a su vez de la gobernación del Río de la Plata, la cual era una entidad autónoma del Virreinato del Perú.

## Matrimonios y descendencia
El capitán Juan Báez de Alpoin se había unido dos veces en matrimonio en la ciudad de Buenos Aires:
- 1) - En primeras nupcias hacia 1670 con Ana Hurtado de Mendoza y Holguín[1] (n. Buenos Aires,[1] ca. 1645), una hija de Pedro Hurtado de Mendoza y Gómez de Saravia[1] (Buenos Aires, 19 de abril de 1603 - ib., 17 de agosto de 1659) y de Juana Holguín de Ulloa y Melo Coutiño[1] (n. 1613 - Buenos Aires, después de 1674), nieta paterna del criollo Benito Gómez de Saravia y de su cónyuge hispano-leonesa Jerónima Hurtado de Mendoza y Sánchez Pedroso y nieta materna de la porteña Ana Holguín de Ulloa y de su esposo Antonio Hurtado de Melo "Raposo", y por tanto, bisnieta paterna de Miguel Gómez de la Puerta y Saravia y materna de Juan de Melo Coutiño. De este enlace entre Juan Báez de Alpoin y su primera esposa Ana Hurtado de Mendoza no hubo descendientes.
- 2) - En segundas nupcias el 1.º de enero de 1676[1] con Sabina Jacinta de Lavayén y Tapia de Vargas[1][5][25] (Buenos Aires,[1] e/ enero y septiembre de 1656 - ib., después de 1730) que sería abadesa de la Venerable Orden Tercera de Buenos Aires (V.O.T) desde 1728,[25] una hija del vasco-español Agustín de Lavayén y Ormaechea[1] (n. San Sebastián[1] de Guipúzcoa, 8 de noviembre de 1605), tesorero de las Reales Cajas de Buenos Aires hacia 1655,[1] y de su mujer Juana Tapia de Vargas y Cervantes Rangel[1] (n. ca. 1624).

De este segundo enlace de Juan Báez de Alpoin con Sabina de Lavayén tuvo once hijos:
- Francisca Báez de Lavayén (n. Buenos Aires, 15 de mayo de 1676) que fue bautizada el 15 de octubre del año y ciudad de nacimiento, y posteriormente se enlazó el 14 de diciembre de 1692 con el militar hispano-vizcaíno Pedro de Guesala y Luno (n. Guernica, 1662) —un hijo de Juan Ochoa de Guesala (n. Cenarruza, ca. 1632) y de su cónyuge Francisca de Luno y Oca Ibargüen (n. Guernica, ca. 1642)— que fue ascendido al rango de capitán en 1693, obtuvo el título de hidalgo desde 1694 y fue elegido alcalde de Buenos Aires en 1736, y con quien Francisca tuvo descendientes.
- Juana María Báez de Alpoin (n. Buenos Aires, e/ marzo y el 20 de mayo de 1680) que al casarse el 3 de mayo de 1703 con el vasco-español Diego de Sorarte Andonaegui (n. Deva de Guipúzcoa, ca. 1673), tesorero de la Real Hacienda y abad de la V.O.T desde 1740, concibieron a Sabina Gregoria Josefa de Sorarte Andonaegui y Báez de Alpoin que se matrimoniaría con el capitán Francisco Pérez de Saravia, teniente de gobernador de Yapeyú desde 1771 hasta 1774.
- Esteban Báez de Alpoim y Lavayén (n. ib., 27 de diciembre de 1682) que fue bautizado en la ciudad de nacimiento el 27 de febrero de 1683 y posteriormente se hiciera clérigo.
- Ana Báez de Alpoin y Lavayén (n. ib,, 1683) que fue bautizada en la ciudad de nacimiento el 11 de octubre de 1687 y se casó hacia 1713 con el posterior teniente coronel Bartolomé de Aldunate, primer gobernador de la provincia de Trinidad desde 1731 a 1732 que era una dependencia directa de la presidencia-gobernación de Santo Domingo, la cual a su vez era una entidad autónoma del Virreinato de Nueva España. Ana y Bartolomé tuvieron sucesores.
- Francisco Javier Báez de Alpoim y Lavayén (n. ib., 25 de mayo de 1689) que fue bautizado el día y ciudad de nacimiento, se hizo doctor y también fue presbítero.
- Ignacio Báez de Alpoim y Lavayén (n. ib., 15 de abril de 1691) que fue bautizado el día y ciudad de nacimiento.
- María Báez de Alpoim y Lavayén (n. ib., 5 de mayo de 1684) que fue bautizada en la ciudad de nacimiento el 15 de abril de 1692 y se casó el 4 de diciembre de 1719 con el general Alonso de Arce y Soria, gobernador del Río de la Plata desde 1712 hasta 1715, tesorero de la Real Hacienda y quienes tuvieran descendencia.
- Antonia Ignacia Báez de Alpoin (n. e/ junio y el 30 de septiembre de 1693) que se enlazó el 27 de octubre de 1708 con José de Rojas Acevedo y Barragán y de quien tuvo descendientes.
- Juan Báez de Alpoin (n. e/ junio y el 8 de septiembre de 1695) un doctor que también fuera presbítero.
- Beatriz Báez de Alpoin (n. e/ febrero y el 21 de mayo de 1694) que se matrimonió el 3 de mayo de 1717 con Francisco Gutiérrez de Rocha.
- Roque Báez de Alpoin (n. Buenos Aires, e/ enero y el 9 de mayo de 1699) que se matrimonió el 14 de febrero de 1741 con Teresa de Sosa y Agüero.